# Bing Russell
Neil Oliver "Bing" Russell (Brattleboro, 5 mei 1926 - Thousand Oaks, 8 april 2003) was een Amerikaans acteur. Hij was bekend om zijn rol als de hulpsheriff Clem Foster in de televisieserie Bonanza en als Robert in de film The Magnificent Seven.

## Biografie
Russell was aanvankelijk een honkbalprofessional, maar had al op de middelbare school acteren gevolgd en begon zijn film- en televisiecarrière in 1951. In de eerste jaren had hij zeer kleine rollen en werd hij meestal niet genoemd in de aftiteling, zoals in de film noir-klassieker Kiss Me Deadly en in de horrorfilm-klassieker Tarantula. Hij richtte zich al snel op het westerngenre, dus hij werd gezien in bijna elke succesvolle westernserie van de jaren 1950 en 1960, zoals Gunsmoke, The Rifleman, The Virginian en Rawhide. Hij werd bekend bij het wereldwijde televisiepubliek door zijn rol als hulpsheriff Clem Foster in Bonanza, die hij tussen 1961 en 1972 in 55 afleveringen speelde. Hij verscheen ook in westerse klassiekers zoals Rio Bravo en The Magnificent Seven in ondersteunende rollen. In de jaren 1970 was hij vooral te zien in gastrollen in verschillende televisieseries. Hij verscheen ook samen met zijn zoon Kurt Russell in de Disney-producties The Computer Wore Tennis Shoes en Now You See Him, Now You Don't. In 1979 verscheen hij in John Carpenter's Elvis biografie als Vernon Presley, de vader van Elvis Presley, gespeeld door zijn zoon Kurt. Hij verscheen nog steeds in enkele van de filmprojecten van zijn zoon in de jaren 1980, maar had zijn focus verlegd van acteren naar sport. Bing Russell was de eigenaar van het Portland Mavericks-honkbalteam, dat deelnam aan de Minor league baseball. Zijn kleinzonen zijn voormalig Major League-honkbalspeler Matt Franco en acteur en voormalig ijshockeyspeler Wyatt Russell.

## Privéleven en overlijden
Hij was getrouwd met Louise Julia Crone van 1946 tot aan zijn dood in 2003. Hij was vader van 4 kinderen, waaronder acteur Kurt Russell. Hij stierf op 76-jarige leeftijd aan de gevolgen van kanker.

## Filmografie
- 1953: Big Leaguer (niet op aftiteling)
- 1955: Tarantula (niet op aftiteling)
- 1955: Lucy Gallant (niet op aftiteling)
- 1955: Cult of the Cobra (niet op aftiteling)
- 1955: Kiss Me Deadly (niet op aftiteling)
- 1955: Crashout (niet op aftiteling)
- 1956: Attack (niet op aftiteling)
- 1956: Behind the High Wall (niet op aftiteling)
- 1956: The Price of Fear (niet op aftiteling)
- 1956: Cavalry Patrol
- 1957: Ride a Violent Mile
- 1957: Bombers B-52
- 1957: The Land Unknown (niet op aftiteling)
- 1957: Beau James (niet op aftiteling)
- 1957: The Deadly Mantis (niet op aftiteling)
- 1957: Bailout at 43,000 (niet op aftiteling)
- 1957: Gunfight at the O.K. Corral (niet op aftiteling)
- 1957: Fear Strikes Out (niet op aftiteling)
- 1957: The True Story of Jesse James (niet op aftiteling)
- 1957: Drango
- 1957: Teenage Thunder
- 1958: Cattle Empire
- 1958: Suicide Battalion
- 1959: Last Train from Gun Hill
- 1959: The Horse Soldiers
- 1959: Rio Bravo
- 1959: Good Day for a Hanging
- 1960: The Magnificent Seven
- 1961: The Great Impostor (niet op aftiteling)
- 1961: Saint of Devil's Island
- 1962: Stakeout!
- 1963: A Gathering of Eagles (niet op aftiteling)
- 1963: The Stripper
- 1964: Cheyenne Autumn (niet op aftiteling)
- 1964: One Man's Way
- 1965: The Hallelujah Trail
- 1966: Billy the Kid vs. Dracula
- 1966: Madame X
- 1966: Incident at Phantom Hill
- 1966: The Iron Men
- 1967: Ride to Hangman's Tree
- 1968: The Love Bug
- 1968: Journey to Shiloh
- 1968: Blackbeard's Ghost
- 1969: The Computer Wore Tennis Shoes
- 1971: A Taste of Evil
- 1971: The Million Dollar Duck
- 1971: Yuma
- 1972: Now You See Him, Now You Don't
- 1973: Runaway!
- 1973: Satan's School for Girls
- 1973: Set This Town on Fire
- 1974: Death Sentence
- 1974: The Sex Symbol
- 1974: A Cry in the Wilderness
- 1975: The Apple Dumpling Gang
- 1976: The Loneliest Runner
- 1976: The New Daughters of Joshua Cabe
- 1979: I Elvis
- 1987: Overboard
- 1988: Sunset
- 1989: Tango & Cash
- 1990: Dick Tracy

## Televisieseries
- 1951: The Living Christ Series (niet op aftiteling)
- 1953/1955: You Are There
- 1954: The Public Defender
- 1955/1956/1958: The Loretta Young Show
- 195-1974: Gunsmoke
- 1956/1959/1960: Zane Grey Theater
- 1956/1958: The Life and Legend of Wyatt Earp
- 1956/1957: Highway Patrol
- 1956/1957: Navy Log
- 1956: The Man Called X
- 1956: Schlitz Playhouse
- 1956: Science Fiction Theatre
- 1956: Cavalcade of America
- 1957-1960: Maverick
- 1957: Suspicion
- 1957: Tombstone Territory
- 1957: Wagon Train
- 1957: Casey Jones
- 1957: Harbor Command
- 1957: The Walter Winchell File
- 1957: The Web
- 1957: Code 3
- 1957: Playhouse 90
- 1957: The Silent Service
- 1957: The Ford Television Theatre
- 1957: Dr. Christian
- 1958/1959: Have Gun - Will Travel
- 1958/1959: Tales of Wells Fargo
- 1958/1959: Sugarfoot
- 1958/1959: Colt .45
- 1958: Northwest Passage
- 1958: The Lineup
- 1958: Flight
- 1959/1961/1962: Bronco
- 1960: The Rifleman
- 1959/1960: Wanted: Dead or Alive
- 1959: Walt Disney's Wonderful World of Color
- 1959: Johnny Ringo
- 1959: Black Saddle
- 1959: The Texan
- 1960-1963: Laramie
- 1960-1962: The Untouchables
- 1960: Tate
- 1960: Wrangler
- 1960: Shotgun Slade
- 1960: The Alaskans
- 1961-1972: Bonanza
- 1961-1969: Death Valley Days
- 1961/1963: The Twilight Zone
- 1961: The Blue Angels
- 1961: Route 66
- 1961: Stagecoach West
- 1961: Surfside 6
- 1961: The Brothers Brannagan
- 1962-1970: The Virginian
- 1962: Hazel
- 1962: The Wide Country
- 1962: Ben Casey
- 1962: Alcoa Premiere
- 1962: Shannon
- 1962: Rawhide
- 1963-1966: The Fugitive
- 1963: G.E. True
- 1963: Sam Benedict
- 1963: Stoney Burke
- 1963: The Andy Griffith Show
- 1963: The Dick Powell Theatre
- 1964: The Donna Reed Show
- 1965-1969: The Big Valley
- 1965/1966: Branded
- 1965: A Man Called Shenandoah
- 1965: Combat!
- 1965: The Munsters
- 1966: Run for Your Life
- 1966: Iron Horse
- 1966: The Monkees
- 1966: The Monroes
- 1967-1969: The Guns of Will Sonnett
- 1967: Hondo
- 1967: Dundee and the Culhane
- 1967: I Dream of Jeannie
- 1968: Ironside
- 1969/1970: Adam-12
- 1969: The Outcasts
- 1970-1974: Mannix
- 1970: The Young Lawyers
- 1971: O'Hara, U.S. Treasury
- 1972: Longstreet
- 1972: Alias Smith and Jones
- 1973/1974/1975: Emergency!
- 1973/1975: The Streets of San Francisco
- 1973: Mod Squad
- 1974: The Rockford Files
- 1975: Petrocelli
- 1976: Arthur Hailey's the Moneychangers
- 1976: Little House on the Prairie